# Hoogovenstoernooi 1985
Het Hoogovenstoernooi 1985 was een schaaktoernooi dat plaatsvond in het Nederlandse Wijk aan Zee. Het werd gewonnen door Jan Timman.

## Eindstand
| Nr.    | Speler              | Punten |
| ------ | ------------------- | ------ |
| Goud   | Jan Timman          | 9      |
| Zilver | John Nunn           | 8      |
| Zilver | Oleksandr Beljavsky | 8      |
| 4      | Kiril Georgiev      | 7½     |
| 5      | Lajos Portisch      | 7      |
| 6      | Viktor Kortsjnoj    | 6½     |
| 6      | Oleh Romanysjyn     | 6½     |
| 6      | Hans Ree            | 6½     |
| 6      | Eric Lobron         | 6½     |
| 10     | Kevin Spraggett     | 5½     |
| 10     | Ľubomír Ftáčnik     | 5½     |
| 12     | John van der Wiel   | 5      |
| 12     | Gert Ligterink      | 5      |
| 14     | Sergej Koedrin      | 4½     |